# GUITARFREAKS 2ndMIX APPEND
GUITARFREAKS 2ndMIX APPEND es la segunda entrega para consola y la última para PlayStation estrenado en febrero de 2000. Es un videojuego basado en GUITARFREAKS 2ndMIX, con la diferencia de usar el sistema de calificación de GUITARFREAKS 3rdMIX, el cual se estrenaría dos meses después y también tener canciones y licencias exclusivas para consola. Tiene un total de 45 canciones, incluyendo las de su antecesor. Debido a que es una expansión, requiere un Key Disc para ingresar, el cual se activa usando GUITARFREAKS para PlayStation.

## Modos de juego
- Practice: El jugador aprende a tocar las notas mediante lecciones, y pasa inmediatamente a tocar la canción GO GO AGAIN.
- Normal: Es el modo por defecto. Una parte de las canciones están disponibles. Tres canciones por ronda.
- Expert: Se considera el modo más difícil. Solo hay canciones exclusivas que no se encuentran en el modo Normal. Tres canciones por ronda.

## Canciones nuevas
La siguiente tabla muestra las nuevas canciones introducidas en el juego:
| Título                            | Género               | Artista                 | BPM                  | Modo Sesión          |                      |
| Originales de Konami              | Originales de Konami | Originales de Konami    | Originales de Konami | Originales de Konami | Originales de Konami |
| --------------------------------- | -------------------- | ----------------------- | -------------------- | -------------------- | -------------------- |
| Across the nightmare              | HARD ROCK            | Jimmy Weckl             | 300                  | Sí                   |                      |
| AFICION                           | FLAMENCO             | Jimmy Weckl             | 104                  | No                   |                      |
| Body Operation                    | ROCK FUSION          | 古川もとあき            | 115                  | Sí                   |                      |
| ECLIPSE                           | CYBER ROCK           | 泉 陸奥彦               | 132                  | No                   |                      |
| ESCAPE                            | PROGRESSIVE METAL    | 泉 陸奥彦               | 230                  | No                   |                      |
| GO GO AGAIN                       | POP ROCK             | Fu Fu's                 | 140                  | No                   |                      |
| Heaven is a '57 metallic gray     | SWING ROCK           | Sweet little 30's       | 190                  | Sí                   |                      |
| HOLIDAY                           | FUSION               | Jimmy Weckl             | 115                  | Sí                   |                      |
| I think about you                 | 90'S ROCK            | Elizabeth Dobbs         | 113                  | Sí                   |                      |
| JET WORLD                         | HARD COUNTRY         | 泉 陸奥彦               | 276                  | Sí                   |                      |
| JUST JOEY                         | BURACON              | Melodie Sexton          | 115                  | No                   |                      |
| KING G                            | HARD PUNK            | Dennis Gunn             | 100                  | No                   |                      |
| MAGIC MUSIC MAGIC                 | HARD ROCK            | Melodie Sexton          | 165                  | No                   |                      |
| MR.MACHINE                        | HARD ROCK            | 泉 陸奥彦               | 195                  | Sí                   |                      |
| PRIMAL SOUL                       | LATIN ROCK           | Mutsuhiko Izumi         | 124                  | No                   |                      |
| SKA SKA No.1                      | SKA                  | 小野秀幸                | 140                  | Sí                   |                      |
| THE ADVENTURES                    | OLDIES               | Mutsuhiko Izumi         | 180                  | Sí                   |                      |
| Ultimate power                    | PUNK ROCK            | Vaccines                | 172                  | Sí                   |                      |
| USED CARS                         | R&R                  | Toshio Sakurai          | 165                  | No                   |                      |
| WANNA BE YOUR BOY                 | PUNK                 | Dennis Gunn             | 166                  | No                   |                      |
| Licencias exclusivas para consola |                      |                         |                      |                      |                      |
| LUNCHTIME BLUES                   | GLAM BLUES           | 野村義男                | 104                  | No                   |                      |
| SNIPER'67                         | SURF ROCK            | ザ・サーフコースターズ  | 185                  | No                   |                      |
| TIMEMACHINE PILOT                 | NEW BRITISH ROCK     | 野村義男                | 111                  | No                   |                      |
| 恋のダイヤル6700                  | RETRO POP            | 篠原ともえ              | 160                  | Sí                   |                      |
| Exclusivas para consola           |                      |                         |                      |                      |                      |
| DIGITALIAN                        | DIGI ROCK            | zonlu                   | 133                  | No                   |                      |
| ERASER ENGINE                     | HARDCORE             | L.E.D.LIGHT vs GUHROOVY | 177                  | Sí                   |                      |
| La Bossanova de Sana              | BOSSANOVA            | Togo Project feat. Sana | 115                  | No                   |                      |
| LOVE THIS FEELIN'                 | EPIC ROCK            | AKIRA YAMAOKA           | 185                  | Sí                   |                      |
| OVERDRIVE COMPUTER                | 80's                 | zonlu                   | 157                  | No                   |                      |
| POWERDUNKER2000X                  | MODERN HEAVY         | AKIRA YAMAOKA           | 100                  | No                   |                      |
| Canción oculta                    |                      |                         |                      |                      |                      |
| Member Introduction               | FUSION               | K.S.T.BAND              | 137                  | No                   |                      |

## Canciones antiguas
| Nombre             | Género       | Artista        | BPM          | Modo Session |              |
| GUITARFREAKS       | GUITARFREAKS | GUITARFREAKS   | GUITARFREAKS | GUITARFREAKS | GUITARFREAKS |
| ------------------ | ------------ | -------------- | ------------ | ------------ | ------------ |
| Chicago Blue       | BLUES        | 泉 陸奥彦      | 85           | No           |              |
| Cool Joe           | FUNK         | 泉 陸奥彦      | 92           | No           |              |
| CUTIE PIE          | POPS         | Toshio Sakurai | 105          | Sí           |              |
| Dry Martini        | FUSION       | Atsuki         | 110          | No           |              |
| EVIL EYE           | HARD ROCK    | 並木晃一       | 58           | No           |              |
| FIRE               | ROCK         | 泉 陸奥彦      | 184          | No           |              |
| Happy Man          | PUNK         | 泉 陸奥彦      | 180          | Sí           |              |
| Hypnotica          | DIGI ROCK    | Naoki Maeda    | 135          | Sí           |              |
| Jazzy Cat          | JAZZ         | Jimmy Weckl    | 94           | No           |              |
| L.A. RIDER         | HARD ROCK    | 泉 陸奥彦      | 172          | No           |              |
| LUCKY? STAFF       | PUNK         | 泉 陸奥彦      | 237          | No           |              |
| MICKEY'S BOOGIE    | ROCK FUSION  | 並木晃一       | 90           | No           |              |
| SHAKE IT UP        | HEAVY METAL  | 泉 陸奥彦      | 202          | No           |              |
| THE ENDLESS SUMMER | OLDIES       | 泉 陸奥彦      | 160          | No           |              |